# Ravia (Oklahoma)
Ravia es un pueblo ubicado en el condado de Johnston en el estado estadounidense de Oklahoma. En el año 2010 tenía una población de 528  habitantes y una densidad poblacional de 352 personas por km².

## Geografía
Ravia se encuentra ubicado en las coordenadas 34°14′30″N 96°45′20″O / 34.24167, -96.75556 (34.241756, -96.755592).

## Demografía
Según la Oficina del Censo en 2000 los ingresos medios por hogar en la localidad eran de $20,694 y los ingresos medios por familia eran $26,094. Los hombres tenían unos ingresos medios de $20,962 frente a los $15,729 para las mujeres. La renta per cápita para la localidad era de $13,391. Alrededor del 30.0% de la población estaban por debajo del umbral de pobreza.